# Campionati italiani assoluti di atletica leggera 2013
I CIII campionati italiani assoluti di atletica leggera si sono tenuti a Milano, presso l'Arena Civica, tra il 26 e il 28 luglio 2013. Sono stati assegnati 44 titoli italiani in 22 specialità, al maschile e al femminile.
Durante la manifestazione si sono svolti anche i campionati italiani assoluti di prove multiple, che hanno visto l'assegnazione di 2 titoli: uno nell'eptathlon e uno nel decathlon, oltre al Grand Prix Eptathlon e al Grand Prix Decathlon.
Le gare di marcia erano valide per il campionato italiano di società di marcia.

## Risultati

### Uomini
| Specialità                                                                              | Oro                                                                                         | Prestazione | Argento                                                                            | Prestazione | Bronzo                                                                                    | Prestazione |
| Corse                                                                                   |                                                                                             |             |                                                                                    |             |                                                                                           |             |
| 100 m                                                                                   | Delmas Obou Gruppi Sportivi Fiamme Gialle                                                   | 10"37       | Fabio Cerutti Gruppi Sportivi Fiamme Gialle                                        | 10"38       | Simone Collio Gruppi Sportivi Fiamme Gialle                                               | 10"38       |
| 200 m                                                                                   | Diego Marani Gruppi Sportivi Fiamme Gialle                                                  | 20"77       | Davide Manenti Centro Sportivo Aeronautica Militare                                | 20"91       | Enrico Demonte Gruppo Sportivo Fiamme Oro                                                 | 21"03       |
| 400 m                                                                                   | Matteo Galvan Gruppi Sportivi Fiamme Gialle                                                 | 45"71       | Marco Lorenzi Gruppi Sportivi Fiamme Gialle                                        | 46"68       | Isalbet Juarez Gruppo Sportivo Fiamme Oro                                                 | 46"85       |
| 800 m                                                                                   | Michele Oberti Atletica Bergamo 1959                                                        | 1'51"41     | Lukas Rifesser Centro Sportivo Esercito                                            | 1'51"45     | Enrico Riccobon Athletic Club Belluno                                                     | 1'51"65     |
| 1500 m                                                                                  | Merihun Crespi Centro Sportivo Esercito                                                     | 3'42"67     | Stefano Guidotti Icardi CUS Torino                                                 | 3'43"35     | Luca Leone Pro Patria Milano                                                              | 3'43"66     |
| 5000 m                                                                                  | Stefano La Rosa Centro Sportivo Carabinieri                                                 | 14'11"34    | Michele Fontana Centro Sportivo Aeronautica Militare                               | 14'11"88    | Domenico Ricatti Centro Sportivo Aeronautica Militare                                     | 14'12"41    |
| 3000 m siepi                                                                            | Jamel Chatbi Atletica Riccardi                                                              | 8'40"76     | Yuri Floriani Gruppi Sportivi Fiamme Gialle                                        | 8'41"20     | Devis Licciardi Centro Sportivo Aeronautica Militare                                      | 8'42"26     |
| 110 m hs                                                                                | Hassane Fofana Gruppo Sportivo Fiamme Oro                                                   | 13"93       | Stefano Tedesco Gruppi Sportivi Fiamme Gialle                                      | 14"05       | Lorenzo Perini Centro Sportivo Aeronautica Militare                                       | 14"12       |
| 400 m hs                                                                                | Eusebio Haliti Polisportiva Rocco Scotellaro Matera                                         | 49"85       | Giacomo Panizza Atletica Lecco Colombo Costruzioni                                 | 50"22       | Aramis Diaz Atletica Riccardi                                                             | 50"44       |
| Marcia 10 km                                                                            | Matteo Giupponi Centro Sportivo Carabinieri                                                 | 40'40"42 ~  | Giorgio Rubino Gruppi Sportivi Fiamme Gialle                                       | 41'03"60    | Vito Di Bari Gruppi Sportivi Fiamme Gialle                                                | 41'22"72    |
| Staffetta 4×100 m                                                                       | Atletica Riccardi Massimiliano Dentali Fabio Squillace Giacomo Tortu Giovanni Galbieri      | 40"50       | Gruppi Sportivi Fiamme Gialle Delmas Obou Fabio Cerutti Diego Marani Fausto Desalu | 40"70       | Atletica Virtus Lucca Lamont Marcell Jacobs Vezio Bianchi Marco Rizzo Alessandro Orsi     | 41"27       |
| Staffetta 4×400 m                                                                       | Gruppi Sportivi Fiamme Gialle Michele Tricca Lorenzo Valentini Andrea Barberi Marco Lorenzi | 3'10"55     | Centro Sportivo Carabinieri Jacopo Marin Maurizio Bobbato Teo Turchi Luca Galletti | 3'11"35     | SEF Virtus Emilsider Bologna Andrea Pedrelli Simone Monzani Davide Piccolo Gabriele Hazmi | 3'12"58     |
| Salti                                                                                   |                                                                                             |             |                                                                                    |             |                                                                                           |             |
| Salto in alto                                                                           | Marco Fassinotti Centro Sportivo Aeronautica Militare                                       | 2,27 m      | Gianmarco Tamberi Gruppi Sportivi Fiamme Gialle                                    | 2,25 m      | Andrea Bettinelli Gruppi Sportivi Fiamme Gialle                                           | 2,21 m      |
| Salto con l'asta                                                                        | Claudio Stecchi Gruppi Sportivi Fiamme Gialle                                               | 5,50 m      | Marco Boni Centro Sportivo Aeronautica Militare                                    | 5,35 m      | Matteo Rubbiani Centro Sportivo Aeronautica Militare                                      | 5,30 m      |
| Salto in lungo                                                                          | Alessio Guarini Gruppo Sportivo Fiamme Oro                                                  | 8,00 m      | Emanuele Catania Gruppi Sportivi Fiamme Gialle                                     | 7,85 m      | Camillo Kaboré Centro Sportivo Carabinieri                                                | 7,62 m      |
| Salto triplo                                                                            | Fabrizio Schembri Centro Sportivo Carabinieri                                               | 16,98 m     | Michele Boni Centro Sportivo Aeronautica Militare                                  | 16,19 m     | Mauro Quattrociocchi Gruppi Sportivi Fiamme Gialle                                        | 15,67 m     |
| Lanci                                                                                   |                                                                                             |             |                                                                                    |             |                                                                                           |             |
| Getto del peso                                                                          | Marco Dodoni Gruppo Sportivo Forestale                                                      | 18,39 m     | Daniele Secci Gruppi Sportivi Fiamme Gialle                                        | 18,15 m     | Paolo Dal Soglio Centro Sportivo Carabinieri                                              | 17,73 m     |
| Lancio del disco                                                                        | Giovanni Faloci Gruppi Sportivi Fiamme Gialle                                               | 62,56 m     | Hannes Kirchler Centro Sportivo Carabinieri                                        | 61,73 m     | Eduardo Albertazzi Gruppi Sportivi Fiamme Gialle                                          | 58,87 m     |
| Lancio del martello                                                                     | Nicola Vizzoni Gruppi Sportivi Fiamme Gialle                                                | 74,10 m     | Marco Lingua Gruppi Sportivi Fiamme Gialle                                         | 73,81 m     | Lorenzo Povegliano Centro Sportivo Carabinieri                                            | 72,08 m     |
| Lancio del giavellotto                                                                  | Norbert Bonvecchio Atletica Trento                                                          | 75,36 m     | Antonio Fent Centro Sportivo Carabinieri                                           | 75,02 m     | Leonardo Gottardo Centro Sportivo Aeronautica Militare                                    | 68,19 m     |
| record dei campionati; record nazionale; record personale; record personale stagionale. |                                                                                             |             |                                                                                    |             |                                                                                           |             |

### Donne
| Specialità                                                                              | Oro                                                                                            | Prestazione | Argento                                                                            | Prestazione | Bronzo                                                                                     | Prestazione |
| Corse                                                                                   |                                                                                                |             |                                                                                    |             |                                                                                            |             |
| 100 m                                                                                   | Gloria Hooper Gruppo Sportivo Forestale                                                        | 11"54       | Audrey Alloh Gruppo Sportivo Fiamme Azzurre                                        | 11"59       | Ilenia Draisci Centro Sportivo Esercito                                                    | 11"63       |
| 200 m                                                                                   | Marzia Caravelli CUS Cagliari                                                                  | 23"16       | Gloria Hooper Gruppo Sportivo Forestale                                            | 23"21       | Irene Siragusa Atletica 2005                                                               | 23"79       |
| 400 m                                                                                   | Chiara Bazzoni Centro Sportivo Esercito                                                        | 52"57       | Maria Benedicta Chigbolu Centro Sportivo Esercito                                  | 53"08       | Maria Enrica Spacca Gruppo Sportivo Forestale                                              | 53"22       |
| 800 m                                                                                   | Marta Milani Centro Sportivo Esercito                                                          | 2'04"08     | Lorenza Canali Gruppo Sportivo Fiamme Azzurre                                      | 2'06"05     | Serena Monachino Easy Speed 2000                                                           | 2'06"18     |
| 1500 m                                                                                  | Giulia Viola Gruppi Sportivi Fiamme Gialle                                                     | 4'14"26     | Margherita Magnani Gruppi Sportivi Fiamme Gialle                                   | 4'14"35     | Valentina Bernasconi Atletica Mogliano                                                     | 4'20"23     |
| 5000 m                                                                                  | Giulia Viola Gruppi Sportivi Fiamme Gialle                                                     | 16'05"39    | Elena Romagnolo Centro Sportivo Esercito                                           | 16'13"11    | Fatna Maraoui Centro Sportivo Esercito                                                     | 16'15"73    |
| 3000 m siepi                                                                            | Nicole Svetlana Reina Pro Patria Milano                                                        | 10'13"89    | Valeria Roffino Gruppo Sportivo Fiamme Azzurre                                     | 10'14"14    | Cecilia Cattoni Bracco Atletica                                                            | 10'36"52    |
| 100 m hs                                                                                | Marzia Caravelli CUS Cagliari                                                                  | 13"01       | Micol Cattaneo Centro Sportivo Carabinieri                                         | 13"18       | Giulia Pennella Centro Sportivo Esercito                                                   | 13"27       |
| 400 m hs                                                                                | Yadisleidy Pedroso CUS Pisa Atletica Cascina                                                   | 55"26       | Manuela Gentili CUS Palermo                                                        | 55"83       | Jennifer Rockwell ACSI Italia Atletica                                                     | 56"32       |
| Marcia 10 km                                                                            | Elisa Rigaudo Gruppi Sportivi Fiamme Gialle                                                    | 43'44"96    | Eleonora Anna Giorgi Gruppo Sportivo Fiamme Azzurre                                | 44'33"56    | Federica Ferraro Centro Sportivo Aeronautica Militare                                      | 45'08"81    |
| Staffetta 4×100 m                                                                       | Gruppo Sportivo Forestale Giulia Latini Martina Giovanetti Giulia Arcioni Gloria Hooper        | 45"43       | Bracco Atletica Elena Sordelli Laura Gamba Martina Fugazza Marta Maffioletti       | 46"30       | Centro Sportivo Esercito Clelia Calcagno Anna Laura Marone Jessica Paoletta Ilenia Draisci | 46"77       |
| Staffetta 4×400 m                                                                       | Centro Sportivo Esercito Irene Baldessari Marta Milani Maria Benedicta Chigbolu Chiara Bazzoni | 3'39"33     | Bracco Atletica Marta Maffioletti Marina Mambretti Giulia Alberti Flavia Battaglia | 3'40"85     | CUS Palermo Carolina Finocchiaro Lucia Pollina Alice Mangione Manuela Gentili              | 3'43"83     |
| Salti                                                                                   |                                                                                                |             |                                                                                    |             |                                                                                            |             |
| Salto in alto                                                                           | Alessia Trost Gruppi Sportivi Fiamme Gialle                                                    | 1,90 m      | Elena Vallortigara Gruppo Sportivo Forestale                                       | 1,85 m      | Chiara Vitobello Bracco Atletica                                                           | 1,78 m      |
| Salto con l'asta                                                                        | Giorgia Benecchi Centro Sportivo Esercito                                                      | 4,20 m      | Elena Scarpellini Centro Sportivo Aeronautica Militare                             | 4,20 m      | Roberta Bruni Gruppo Sportivo Forestale                                                    | 4,10 m      |
| Salto in lungo                                                                          | Tania Vicenzino Centro Sportivo Esercito                                                       | 6,47 m      | Dariya Derkach ACSI Italia Atletica                                                | 6,20 m      | Elena Vanessa Salvetti Nuova Atletica Fanfulla Lodigiana                                   | 6,12 m      |
| Salto triplo                                                                            | Simona La Mantia Gruppi Sportivi Fiamme Gialle                                                 | 13,86 m     | Cecilia Pacchetti Centro Sportivo Esercito                                         | 13,23 m     | Ottavia Cestonaro Gruppo Sportivo Forestale                                                | 13,11 m     |
| Lanci                                                                                   |                                                                                                |             |                                                                                    |             |                                                                                            |             |
| Getto del peso                                                                          | Chiara Rosa Gruppo Sportivo Fiamme Azzurre                                                     | 17,47 m     | Julaika Nicoletti Gruppo Sportivo Forestale                                        | 16,75 m     | Francesca Stevanato Atletica Brescia 1950                                                  | 14,45 m     |
| Lancio del disco                                                                        | Valentina Aniballi Centro Sportivo Esercito                                                    | 56,10 m     | Laura Bordignon Gruppo Sportivo Fiamme Azzurre                                     | 53,24 m     | Ilaria Marchetti CUS Torino                                                                | 51,83 m     |
| Lancio del martello                                                                     | Micaela Mariani CUS Pisa Atletica Cascina                                                      | 63,14 m     | Francesca Massobrio CUS Torino                                                     | 61,49 m     | Elisa Palmieri Centro Sportivo Esercito                                                    | 61,32 m     |
| Lancio del giavellotto                                                                  | Sara Jemai Centro Sportivo Esercito                                                            | 53,45 m     | Zahra Bani Gruppo Sportivo Fiamme Azzurre                                          | 52,89 m     | Maddalena Purgato Assindustria Sport Padova                                                | 51,83 m     |
| record dei campionati; record nazionale; record personale; record personale stagionale. |                                                                                                |             |                                                                                    |             |                                                                                            |             |

### Campionati italiani di prove multiple
| Specialità                                                                              | Oro                            | Prestazione | Argento                                           | Prestazione | Bronzo                                               | Prestazione |
| Decathlon (uomini)                                                                      | Michele Calvi Self Atletica    | 7640 p.     | Simone Cairoli Atletica Lecco Colombo Costruzioni | 7089 p.     | Gianluca Simionato Nuova Atletica Fanfulla Lodigiana | 6837 p.     |
| Eptathlon (donne)                                                                       | Carolina Bianchi Atletica Lugo | 5259 p.     | Laura Oberto Atletica Canavesana                  | 5159 p.     | Sabrina Carretta Gruppo Sportivo Fiamme Oro          | 4688 p.     |
| record dei campionati; record nazionale; record personale; record personale stagionale. |                                |             |                                                   |             |                                                      |             |